# Hamburger Mineralöl-Werke Ernst Jung
Das Einzelunternehmen Hamburger Mineralöl-Werke Ernst Jung war ein deutsches Mineralölunternehmen mit Sitz in Hamburg.
Das Unternehmen wurde 1920 durch den Kaufmann Ernst Jung in Hamburg gegründet und am 19. Mai 1920 in der Rechtsform Einzelkaufmann in das dortige Handelsregister eingetragen. In den 1930er Jahren expandierte es stark, u. a. durch die Errichtung von Großtanklagern. In Wilhelmsburg errichtete der Unternehmer Erdölraffinerien, in Stade ermöglichte er den Bau einer Hafenbahn und im vorgelagerten Stadersand ließ er ein Tanklager bauen.
1939, zu Beginn des Zweiten Weltkriegs, verfügte das Werk Wilhelmsburg über rund 25.000 m³ Tankkapazität, die vornehmlich der Lagerung und Raffination von Schmierölen dienten. Im Werk II in Stadersand wurden Kraftstoffaufgaben übernommen. Im Stammwerk wurde 1944 ein Kommando mit etwa 100 Häftlingen des KZ-Außenlagers Dessauer Ufer des KZ Neuengamme zur Beseitigung von Bombenschäden sowie zum Verlegen von Rohrleitungen in Zwangsarbeit eingesetzt.
Nach Ende des Zweiten Weltkriegs wurden die Kriegsschäden rasch beseitigt sowie mit der Erstellung zusätzlicher Anlagen für die Herstellung von Paraffinen, Vaseline und Spezial-Schmierölen begonnen. Der Ausbau führte zur Schaffung zahlreicher neuer Arbeitsplätze. Die in Wilhelmsburg produzierten Waren wurden überwiegend exportiert. Das Importgeschäft mit Benzin und Gasöl stellte einige Jahre lang ein bedeutendes unabhängiges Element des westdeutschen Mineralölhandels dar.
Das Unternehmen besaß 1949 in Stadersand an der Niederelbe ein Tanklager von 90.000 m³ Fassungsvermögen mit Gleisanschluss und Verladebrücke für Überseetanker. 1955 wurde das Werk in Wilhelmsburg mit einer Entölungsanlage erweitert, die in ihrer technischen Ausstattung weltweit die erste ihrer Art war. Die Hamburg-Pennsylvanische Ölgesellschaft m. b. H. und die Europol Motorenöl-Gesellschaft m. b. H. waren Tochtergesellschaften.
Am 28. November 1977 wurde die Gesellschaft des 1976 verstorbenen kinderlosen Gründers aus dem Handelsregister gelöscht.